# 強烈熱帶風暴卡努 (2012年)
強烈熱帶風暴卡努（英語：Severe Tropical Storm Khanun，國際編號：1207，聯合颱風警報中心：WP082012，菲律賓大氣地球物理和天文管理局：Enteng）為2012年太平洋颱風季第七個被命名的風暴。
「卡努」（ขนุน）一名乃由泰國提供，意為波羅蜜果。

## 影響

### 
卡努已於晚上6時20分登陸濟州特別自治道西歸浦市。距離卡努中心約20公里的濟州機場錄得最高持續風力每小時66.7公里，最低海平面氣壓988百帕。
卡努吹襲期間，造成1人死亡。

## 外部連結
- （英文）http://www.usno.navy.mil/JTWC/ （页面存档备份，存于） 聯合颱風警報中心首頁
- （繁體中文）http://www.cwb.gov.tw/ （页面存档备份，存于） 中央氣象局首頁
- （日語）http://www.jma.go.jp/jma/index.html （页面存档备份，存于） 日本氣象廳首頁
- （繁體中文）http://www.hko.gov.hk/ （页面存档备份，存于） 香港天文台首頁
- （繁體中文）http://www.smg.gov.mo/ （页面存档备份，存于） 澳門地球物理暨氣象局首頁